# (29490) Myslbek
(29490) Myslbek ist ein Asteroid des Hauptgürtels, der am 19. November 1997 vom tschechischen Astronomen Petr Pravec an der Sternwarte Ondřejov (IAU-Code 557) in Tschechien entdeckt wurde.
Benannt wurde der Asteroid am 10. September 2003 nach dem tschechischen Bildhauer Josef Václav Myslbek (1848–1922), dessen Reiterstatue des tschechischen Nationalheiligen Der Heilige Wenzel nach 30-jähriger Arbeit 1912 auf dem Wenzelsplatz in Prag aufgestellt wurde.